# Eredivisie (vrouwenhandbal) 1994/95
De Eredivisie is de hoogste afdeling van het Nederlandse handbal bij de vrouwen op landelijk niveau. In het seizoen 1994/1995 werd Visa/Swift landskampioen. OSC en Stockcontrol/SVM degradeerden naar de Eerste divisie.

## Teams
| Club                | Plaats        | Provincie     |
| ------------------- | ------------- | ------------- |
| Hellas              | Den Haag      | Zuid-Holland  |
| OSC                 | Amsterdam     | Noord-Holland |
| PSV                 | Eindhoven     | Noord-Brabant |
| TKS/Saturnus        | Den Haag      | Zuid-Holland  |
| Zeeman Vastgoed/SEW | Nibbixwoud    | Noord-Holland |
| Stockcontrol/SVM    | Munstergeleen | Limburg       |
| Visa/Swift          | Roermond      | Limburg       |
| ADB/V&L             | Geleen        | Limburg       |
| De Volewijckers     | Amsterdam     | Noord-Holland |
| HC Westland         | Kwintsheul    | Zuid-Holland  |

## Reguliere competitie
| Pos | Club                | Wed | W  | G | V  | Ptn | DV  | DT  | +/−  | Opmerking                          |
| --- | ------------------- | --- | -- | - | -- | --- | --- | --- | ---- | ---------------------------------- |
| 1   | Visa/Swift          | 18  | 15 | 2 | 1  | 32  | 467 | 317 | +150 | Gekwalificeerd voor kampioenspoule |
| 2   | HC Westland         | 18  | 12 | 2 | 4  | 26  | 405 | 355 | +50  | Gekwalificeerd voor kampioenspoule |
| 3   | De Volewijckers     | 18  | 12 | 1 | 5  | 25  | 444 | 343 | +101 | Gekwalificeerd voor kampioenspoule |
| 4   | Hellas              | 18  | 12 | 1 | 5  | 25  | 378 | 296 | +84  | Gekwalificeerd voor kampioenspoule |
| 5   | Zeeman Vastgoed/SEW | 18  | 8  | 2 | 8  | 18  | 313 | 300 | +13  |                                    |
| 6   | TKS/Saturnus        | 18  | 8  | 1 | 9  | 17  | 366 | 358 | −8   |                                    |
| 7   | ADB/V&L             | 18  | 6  | 4 | 8  | 16  | 343 | 348 | −5   |                                    |
| 8   | PSV                 | 18  | 5  | 2 | 11 | 12  | 293 | 364 | −71  |                                    |
| 9   | Stockcontrol/SVM    | 18  | 4  | 0 | 14 | 8   | 274 | 376 | −102 | Degradatie naar eerste divisie     |
| 10  | OSC                 | 18  | 0  | 1 | 17 | 1   | 243 | 469 | −226 | Degradatie naar eerste divisie     |

## Kampioenspoule

### Stand
| Pos | Club            | Wed | Ptn | Opmerking                         |
| --- | --------------- | --- | --- | --------------------------------- |
| 1   | Visa/Swift      | 3   | 6   | Gekwalificeerd voor Best of Three |
| 2   | De Volewijckers | 3   | 3   | Gekwalificeerd voor Best of Three |
| 3   | HC Westland     | 3   | 3   |                                   |
| 4   | Hellas          | 3   | 0   |                                   |

Aangezien De Volewijckers en HC Westland hetzelfde hoeveelheid punten had, werd op grond van het doelpuntsaldo beslist worden wie doorgaat naar de Best of Three. Omdat het doelpuntsaldo van beide teams ook hetzelfde was, werd op grond van het doelgemiddelde bepaald wie doorgaat naar de Best of Three. De Volewijckers had een doelgemiddelde van 0,968 en HC Westland had een doelgemiddelde van 0,966, hierdoor ging De Volewijckers door naar de Best of Three.

## Best of Three
|  | De Volewijckers | 17 − 16 | Visa/Swift | Amsterdam |
|  |                 |         |            | Amsterdam |
|  |                 |         |            | Amsterdam |

|  | Visa/Swift | 18 − 17 | de Volewijckers | Jo Gerrishal, Roermond |
|  |            |         |                 | Jo Gerrishal, Roermond |
|  |            |         |                 | Jo Gerrishal, Roermond |

|  | Visa/Swift | 23 − 18 | de Volewijckers | Jo Gerrishal, Roermond |
|  |            |         |                 | Jo Gerrishal, Roermond |
|  |            |         |                 | Jo Gerrishal, Roermond |

## Topscorers
| Pos | Naam                | Gls | Club         |
| --- | ------------------- | --- | ------------ |
| 1   | Diana Mouton        | 141 | Visa/Swift   |
| 2   | Petra van der Kaap  | 118 | Hellas       |
| 2   | Mirjam van Paassen  | 118 | HC Westland  |
| 4   | Nicoletta Boriceanu | 108 | TKS/Saturnus |
| 4   | Wendy van Wanrooy   | 108 | PSV          |